# Antonio Pérez Torreblanca
Antonio Pérez Torreblanca (Villena, España 1900-Rabat, Marruecos francés 1954) fue un abogado, político y periodista valenciano. En 1926 fue secretario de la Junta Provincia de Alianza Republicana, pero en 1929 participó en la fundación del Partido Republicano Radical Socialista con Marcelino Domingo Sanjuán y su amigo Álvaro de Albornoz, con quien fue detenido durante las huelgas de 1930. Fue también un miembro importante de la masonería.
Al proclamarse la Segunda República fue escogido diputado por la provincia de Alicante en las elecciones generales españolas de 1931 y regidor del ayuntamiento de Alicante. Después fue nombrado director general de agricultura, cargo que ocupó hasta 1933. Abandonó el PRRS en 1935 para participar en la fundación de Izquierda Republicana y en 1936 fue nombrado miembro del Consejo de Estado de España. Tuvo un importante papel en la evacuación de los partidarios de la República desde el puerto de Alicante, y al acabar la guerra civil española se exilió a Marruecos, donde trabajó para la radiodifusión francesa y de donde ya no volvió. Poco antes de morir sufrió un atentado a manos de un falangista que había sido enviado por la policía franquista.